# Santa Catalina (Uruguay)
Santa Catalina ist eine Ortschaft in Uruguay.

## Geographie
Sie befindet sich im Westen Uruguays auf dem Gebiet des Departamento Soriano in dessen Sektor 5. Sie liegt südsüdöstlich von José Enrique Rodo. Etwa auf halber Strecke zwischen beiden Städten entspringt in der dort gelegenen Cuchilla del Durazno der Arroyo San Martín, ein rechtsseitiger Nebenfluss des Río San Salvador. Weitere Ansiedlungen in der Nähe Santa Catalinas sind Cardona im Südosten sowie Castillos und Perseverano in westsüdwestlicher Richtung.

## Infrastruktur
Durch Santa Catalina verläuft die Ruta 2. Der Ort ist ferner Sitz der Schule Escuela Dr.Pablo Purriel.

## Einwohner
Santa Catalina hatte bei der Volkszählung im Jahre 2004 1.053 Einwohner.
| Jahr | Einwohner |
| ---- | --------- |
| 1963 | 840       |
| 1975 | 884       |
| 1985 | 882       |
| 1996 | 929       |
| 2004 | 1.053     |

## Söhne und Töchter des Ortes
- Gabriel de León (* 1993), Fußballspieler